# Plan González Edo

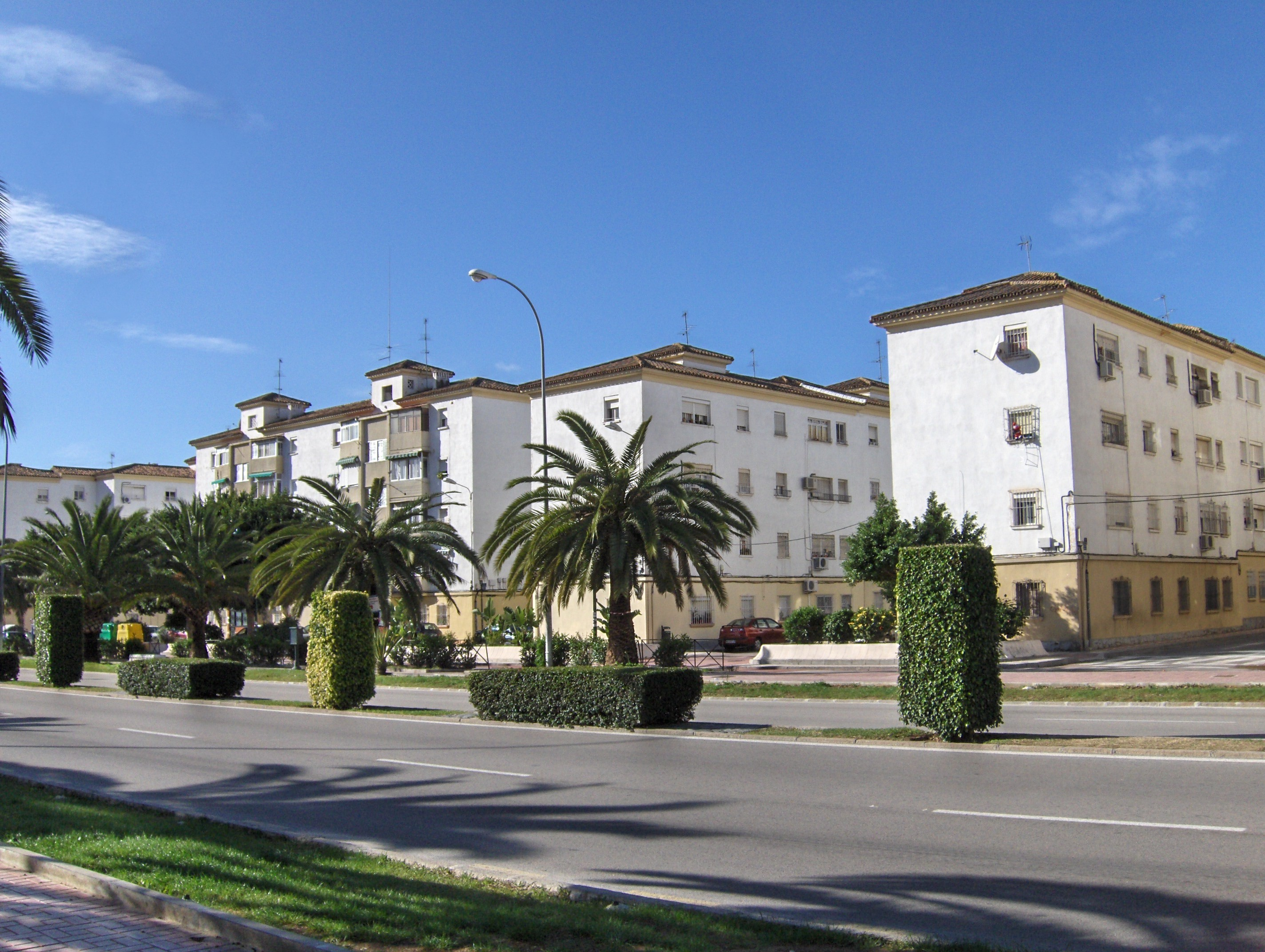
Grupo de viviendas de Herrera Oria (Distrito Ciudad Jardín, 1962), ejemplo típico de viviendas públicas de carácter social construidas por la administración del Movimiento Nacional durante la vigencia del Plan González Edo.

El Plan González Edo, oficialmente llamado Plan Urbanístico de la Ciudad de Málaga, es un plan urbanístico para la ciudad de Málaga aprobado en julio de 1948, que toma su nombre de su redactor principal, el arquitecto José Joaquín González Edo.
Fue realizado por la Comisión Superior de Ordenación de Málaga, creada unos años antes, en 1945, por las autoridades del primer franquismo, integrada por los distintos delegados provinciales de los ministerios del Estado así como el gobernador civil y entidades locales. Fue un plan apenas aplicado. 

## Situación de partida
En los años 1940, el éxodo de población rural hacia la ciudad, sumado a la negativa de las autoridades a permitir la emigración a otros países, resultó en un alto crecimiento de la infravivienda y el chabolismo, que se extendió por grandes áreas de la ciudad, ocupando nuevos espacios en el extrarradio, como el Arroyo del Cuarto, y llegando casi hasta el centro en los años 1950. 

## Objetivos y realizaciones
El plan fue concebido para dotar a la ciudad de infraestructuras y mantener las características urbanas de Málaga con la conservación de los barrios tradicionales y la contención de la construcción en altura y el fomento de la vivienda unifamiliar tradicional (las llamadas casamatas). Incorporaba, además, algunas actuaciones en el trazado urbano del centro diseñadas en planes previos, como la prolongación de las calles Larios y la Alameda, así como la desviación del cauce del río Guadalmedina.
Durante la época de vigencia del plan se construyen la barriada del Generalísimo Franco de Carranque (1950), el grupo de viviendas del Canódromo (1953), la barriada de Sixto (1954), la barriada de José Antonio Girón (1955), Santa Julia (1957), Portada Alta (1957), 26 de Febrero y 4 de Diciembre (1959) y los grupos de viviendas de Dos Hermanas (1960), Herrera Oria (1962) y Virgen del Carmen (1964). Todas ellas comparten unos mismos principios estéticos ruralizantes y funcionan como unidades autosuficientes, formando una nueva corona urbana en el oeste de la ciudad.

## Derogación
Sin embargo, con el inicio del desarrollismo y el boom turístico de la región, los llamados planes nacionales de desarrollo toman prioridad sobre los planes urbanísticos a nivel estatal, y el Plan González Edo fue anulado por sentencia del Tribunal Supremo en 1964 debido a la campaña del lobby de promotores inmobiliarios, que consideraban al plan contrario a sus intereses económicos.
Con la derogación del plan, la ciudad de Málaga afrontó el periodo de más intenso crecimiento poblacional y urbanístico de su historia con una ordenanza de edificación de 1902 que daba plena libertad de actuación a los promotores, que pudieron así actuar sin la intervención de las administraciones públicas. 